# يوكيتو اياتسوجي
ناويوكي أوشيدا ولد في 23 ديسمبر 1960، المعروف أيضا ب اسمه المستعار يوكيتو اياتسوجي، كاتب ياباني للغموض والرعب. وهو واحد من مؤسسي النادي السري هونكاكا للكتاب الياباني وأحد الكتاب الممثلين لحركة التقاليد الجديدة في كتابة السر اليابانية.زوجته فيومي أونو، كاتبة خيال ورعب المعروف لها سلسلة الخيال الممالك الإثني عشر .
روايته الأولى جوكاكوكان نو ساتسوجن (جريمة قتل القصر عشري الأضلاع)، صنفت رقم 8 من أفضل 100 رواية يابانية عن الغموض في كل العصور.

## روابط خارجية
- يوكيتو اياتسوجي على موقع IMDb (الإنجليزية)
- يوكيتو اياتسوجي على موقع قاعدة بيانات الفيلم (الإنجليزية)